# Escuelas Públicas de Framingham
Las Escuelas Públicas de Framingham (Framingham Public School District o Framingham Public Schools, FPS) es un distrito escolar de Massachusetts. Tiene su sede en Framingham. A partir de 2015 Dr. Stacy L. Scott es el actual superintendente del distrito.